# Cyclos
Cyclos è un software open source per online banking adatto per istituzioni di microfinanza, banche locali e regionali (specialmente in paesi in sviluppo) e sistemi di moneta alternativa come LETS, reti di baratto e banca del tempo.
Cyclos offre le seguenti funzionalità:
- Supporto online banking;
- Piattaforma di e-commerce;
- Elenco di imprese;
- Qualificazione di reputazione e transazioni;
- Sistema di messaggistica e notificazioni;
- Logging per Call/support center;
- Sistema di gestione delle informazioni integrato (MIS);

Cyclos può essere utilizzato tramite la rete ma funziona anche con cellulari (WAP/SMS) e dispositivi POS (Point Of Sale), possibilitando così pagamenti per SMS e tramite carta.